# كينيث جولدي
كينيث جولدي (19 سبتمبر 1882 - 14 يناير 1938)  (بالإنجليزية: Kenneth Goldie)‏ هو لاعب كريكت بريطاني. لعب مع Europeans cricket team ‏.